# Quinta Pedagógica dos Olivais
A Quinta Pedagógica dos Olivais é um jardim em Lisboa. Está localizada entre o aeroporto e o parque das Nações e é uma verdadeira embaixada do mundo rural, dentro de Lisboa.
Esta Quinta desenvolve diversas actividades no sentido de promover o convívio entre pais e filhos, avós e netos. Paralelamente a todas as actividades, existe um espaço de passeio onde se encontram animais de quinta. Possui cavalos, vacas, cabras e galinhas em cercas e estábulos ao lado de hortas, bem como periquitos, faisões, codornizes e pavões, ovelhas, porcos, burros, bodes, gansos e patos.
Ocupando uma área de dois hectares, é composta por diversos espaços de lazer e equipamentos: Cozinhas (conjunto constituído pela padaria, doçaria e queijaria); Horta e Pomar; Jardim de Plantas Aromáticas e Medicinais; Estufa; Estábulos; Prados; e Oficinas de Trabalho.